# 山形修人
山形 修人（山形脩人、やまがた ながと、1855年〈安政2年3月〉 - 1907年（明治40年）3月25日）は、明治時代の官吏、台湾総督府官僚。台南庁長。

## 経歴
福井藩士。越前国足羽郡福井城下（現福井市）に生まれる。1880年（明治13年）佐々木陽太郎、池上秦川らと共に大蔵省租税局に出仕する。ついで福岡県収税長、熊本県収税長、北海道庁植民部長となるが、1898年（明治31年）7月、内訓に背いて問題のある土地貸下関係の事務処理を行ったことから同年8月7日に非職、同年9月21日に免本官、正六位返上を命じられる。
その後、台湾総督府に出仕し台中県弁務所長を経て、台南庁長に任じた。